# Schieferbächel
Das Schieferbächel ist ein linker Nebenbach des Schwarzwassers auf dem Gebiet von Johanngeorgenstadt im sächsischen Erzgebirge. Der Bachverlauf ist heute größtenteils verrohrt.
Das Schieferbächel entspringt nördlich des Stadtzentrums von Johanngeorgenstadt in der heutigen Mittelstadt östlich der Eibenstocker Straße. Der Bach fließt ostwärts den mittleren Fastenberg hinunter und mündet in der Nähe des Bahnhofs von Johanngeorgenstadt beim früheren Huthaus des St. Georg Stollns in das Schwarzwasser. Unweit der Mündung wurde der Mühlgraben zur Finkmühle und zur Zinnhütte abgeleitet. Beim Bahnhofsneubau 1899 wurde das Bachbett etwas verlegt.
Seit dem 17. Jahrhundert wurde im Tal des Schieferbächels Bergbau betrieben, wovon noch heute einige Reste zu erkennen sind.
Christian Gottlob Wild berichtete 1809, dass im Tal des Schieferbächels ehedem eine Anzahl kleiner Teiche, von schattigen Ahornbäumen an der Wegseite umgeben waren. Man ließ die Teiche jedoch austrocknen, nutzte die Grasung und fällte die Ahornbäume.
Beim Hochwasser am 6. Juli 1931 richtete das Schieferbächel erhebliche Schäden an und wurde Ende der 1940er Jahre aufgrund des Uranbergbaus des Wismut AG teilweise verrohrt. Um 2000 wurden weitere Teile des Schieferbächels beim Abriss des Werksgebäudes des früheren VEB Modesta Johanngeorgenstadt verrohrt.